# Johannes Källström
Johannes Källström, född den 25 februari 1972 i Örebro, är en svensk entreprenör verksam sedan 1990-talet i affärsrelationer mellan Storbritannien och Sverige. 
2009 debuterade han som skönlitterärförfattare med skräcknovellsamlingen Mörkersikt – annorlunda sagor om kaos på Alf Bokförlag och gav därefter ut skräckromanen Offerrit – en annorlunda berättelse om besatthet 2010 på Massolit förlag.